# Moon Lovers: Scarlet Heart Ryeo
Moon Lovers: Scarlet Heart Ryeo (Hangul: 달의 연인 - 보보경심 려; Darui Yeonin - Bobogyeongsim Ryeo) is een Zuid-Koreaanse dramaserie die van 29 augustus tot 1 november 2016 door SBS werd uitgezonden, met in de hoofdrollen Lee Joon-gi, Lee Ji-eun en Kang Ha-neul. De serie is een remake van de Chinese serie Scarlet Heart (2011), die was gebaseerd op een romantische roman Bu Bu Jing Xin van Tong Hua.

## Verhaal
Hoofdpersoon Go Ha-jin komt vanuit de 21e eeuw terecht in het oude koninkrijk Goryeo, in het lichaam van tiener Hae Soo. Ze ontmoet prins Wang-So, een van de acht zonen van koning Taejo die strijden om de troon van hun vader.

## Rolverdeling
- Lee Joon-gi - Vierde prins Wang So
- Lee Ji-eun - Go Ha-jin / Hae Soo
- Kang Ha-neul - Achtste prins Wang Wook